# Garbas Drugi
Garbas Drugi (deutsch Garbassen) ist ein kleiner Ort in der polnischen Woiwodschaft Podlachien und gehört zur Landgemeinde Filipów im Powiat Suwalski.

## Geographische Lage
Garbas Drugi liegt im Nordwesten der Woiwodschaft Podlachien am Nordwestufer des Jezioro Mieruńskie Wielkie (Großer Mierunsker See, 1938 bis 1945: Großer Meruner See), dessen Westufer hier die Grenze zwischen der Woiwodschaft Podlachien und der Woiwodschaft Ermland-Masuren bildet. Die einstige Kreisstadt Marggrabowa/Oletzko (1928 bis 1945: Treuburg, polnisch Olecko) liegt 23 Kilometer südlich, bis zur heutigen Kreismetropole Suwałki sind es 32 Kilometer in südöstlicher Richtung.

## Geschichte
Das kleine vor 1774 Gabratschen, nach 1785 Garbaschen genannte Dorf wurde im Jahre 1548 gegründet. Zwischen 1845 und 1945 war es in den Amtsbezirk Mierunsken (polnisch Mieruniszki) eingegliedert, der – ab 1938 in „Amtsbezirk Merunen“ umbenannt – zum Kreis Oletzko – ab 1933 „Landkreis Treuburg“ genannt – im Regierungsbezirk Gumbinnen der preußischen Provinz Ostpreußen gehörte.
Im Jahre 1910 verzeichnete Garbassen 819 Einwohner. Ihre Zahl belief sich 1933 auf 815 und betrug 1939 nur noch 752. Aufgrund der Bestimmungen des Versailler Vertrags stimmte die Bevölkerung in den Volksabstimmungen in Ost- und Westpreußen am 11. Juli 1920 über die weitere staatliche Zugehörigkeit zu Ostpreußen (und damit zu Deutschland) oder den Anschluss an Polen ab. In Garbassen stimmten 615 Einwohner für den Verbleib bei Ostpreußen, auf Polen entfielen keine Stimmen.
Im Jahre 1945 kam Garbassen in Kriegsfolge mit dem gesamten südlichen Ostpreußen zu Polen und erhielt die polnische Namensform „Garbas Drugi“. Der heute kleine Ort ist eine Ortschaft in der Landgemeinde Filipów im Powiat Suwalski.

## Kirche
Die vor 1945 mehrheitlich evangelische Bevölkerung war in den Pfarrsprengel Mierunsken der verbundenen Pfarrei Mierunsken/Eichhorn im Kirchenkreis Oletzko/Treuburg in der Kirchenprovinz Ostpreußen der Kirche der Altpreußischen Union eingegliedert. Heute leben nur wenige evangelische Kirchenglieder in Garbas Drugi. Sie gehören zur Pfarrei Suwałki in der Diözese Masuren der Evangelisch-Augsburgischen Kirche in Polen.
Vor 1945 waren die katholischen Einwohner zur Pfarrkirche in Marggrabowa/Treuburg, damals im Bistum Ermland, hin orientiert. Heute gehören sie zur Pfarrei in Filipów, die dem Dekanat Filipów im Bistum Ełk (Lyck) der Katholischen Kirche in Polen zugeordnet ist.

## Verkehr
Garbas Drugi liegt an einer unbedeutenden Nebenstraße, die die polnische Landesstraße 65 (einstige deutsche Reichsstraße 132) bei Dzięgiele (Dzingellen, 1938 bis 1945 Widmannsdorf) mit der Woiwodschaftsstraße 652 (Reichsstraße 137) bei Mieruniszki (Mierunsken, 1938 bis 1945 Merunen) verbindet. 
Bis 1945 war Garbassen Endstation der von Marggrabowa/Treuburg kommenden Bahnlinie der Treuburger Kleinbahnen. Nach 1945 wurde diese nicht wieder in Betrieb genommen.